# Cet été-là à Blumental
Cet été-là à Blumental est le premier roman de Ursula Werner, publié en 2017 en anglais américain par les éditions Simon & Schuster, et en français par les éditions Gallimard Mercure de France en 2018.

## Trame narrative
Blumental, 18, 19 et 20 juillet 1944. Le court prologue (pp. 11-14) évoque l'installation dans la petite maison en 1938, et le court épilogue (pp. 315-324) le mariage de la plus jeune fille dans la même maison familiale.
Une famille allemande de Berlin préfère en 1938 construire, passer des vacances, puis rapidement habiter et demeurer dans ce petit village de Blumental (Vallée des fleurs ou Val Fleuri), au bord du lac de Constance, avec vue sur les Alpes, face à la Suisse.
La famille se compose en 1944 de cinq éléments féminins, Édith, la grand-mère, Marina, la mère, et ses trois filles, Lara, Sofia et Rosie.
La vie est lente, paisible, campagnarde, au rythme de ce village loin des lignes de front.
Diverses circonstances font se rencontrer dans ce petit paradis oublié du monde tous les membres de la famille élargie (sauf un), deux enfants en fuite, et le chancelier Adolf Hitler en visite surprise avec sa suite.

## Personnages
La famille se compose d'Oskar Eberhardt, ministre de l'Économie, Opa, en poste à Berlin, et Édith, son épouse (de 35 ans), Oma, âgée comme lui de 55 à 60 ans. Leur fils Peter est mort tout jeune, à trois ans. Leur fille unique Marina (30 à 35 ans, Mutti) a épousé vers 17 ans Franz Thiessen, amateur de chants d'oiseaux, et pour le moment militaire sur un des fronts. Les trois filles sont adorables, Lara (13 ans, blonde, yeux bleus), Sofia (discrète, 8-10 ans), et Rosie (5 ans), naturellement expansive, encore très attachée à son ours en peluche Hans Jürg.
Erich Wolf, dont le père était un ami d'Oskar, a été, au décès de ses parents, recueilli orphelin chez les Eberhardt, où il a vécu douze ans, et a été comme un frère adoptif pour Marina, avant de s'engager dans l'armée. Il est général, et affecté à la protection du Führer. Très bon cavalier, amateur de chevaux, il a été traumatisé par le massacre décidé par l'état-major allemand d'abattre tous les chevaux du haras polonais de Niebosa Podlaski.
Johann Wissmeyer est le pasteur protestant, récent, de ce petit village catholique. Il anime une chorale et, avec le père catholique George,  une filière clandestine : le village est une étape pour des fugitifs (par exemple juifs polonais) vers la Suisse. Sa sœur Sonja, et son mari juif, Berthold, ont été parmi les premiers à en profiter, avant d'en organiser la destination, les États-Unis, synagogue de Kane Street (New York). Les faux papiers sont fournis grâce à Gottfried Schrumm, du ministère de l'Intérieur (à Berlin), qui tente également d'informer les personnes sensibles, comme Erich Wolf, des crimes commis par le régime (p. 131), dont Treblinka.
Edith est elle-même sensible aux persécutions, dont ont été victimes leurs voisins juifs de Berlin (Hilda et Martin Stern), pour retrouver la même discrimination à Blumental, pour leurs voisins juifs boulangers, les Rosenberg (Israël et Miriam, et leurs deux enfants, Isaac et Rachel). Johann est un peu le conseiller spirituel de Marina, globalement incroyante.
Le village dispose de deux gares, et de tous les services et petits commerces : mairie (Hans Münter), postes (Ludmilla Schenk), imprimerie (Ernst Rauch), cabinet médical (Dr Schulfelt), boucherie (Gerhart Mainz), boulangerie (les trois sœurs Mecklen : Gisela, Regina, Sabine), couture (Käthe Renningen), café (Ambruster, avec le serveur Gustav)... Les autres adultes peuvent être des actifs polyvalents (non appelés) : Frau Breckenmüller, Ralf Wintzel, Fritz et Irène Nagel, les Dupont, les Dachmaier... Le dernier adulte remarquable est le compositeur Weber (!) (p. 166), reclus, et que vient visiter le Führer, pour lequel se déroule le concert Weber.
Parmi les jeunes hommes, figure surtout la petite troupe de jeunes militaires, conduite par le capitaine Heinrich Rodermann (17 ans, p. 18), finalement remplacé par le lieutenant Dietz (p. 305). Ce sont, sans doute des Jeunesses hitlériennes, mais étrangement ils recevraient directement des ordres du Führer ou de Berlin, et ils créent des tensions au village. Moins engagés, et tout autant sournois, Max Fuchs (12 ans), amoureux de Lara, un peu voyeur, passe son été à jouer avec Willie Schnabel, des jeux d'enfants, à la Winnetou et Old Shatterhand, les deux personnages de Karl May, ou à des jeux plus dangereux, comme d'espionner tout ce qui peut paraître suspect et de le divulguer.
Adolf Hitler, assez caractériel, vient prendre le café et le Strudel dans son garage du Val-Fleuri, et assister au concert exceptionnel de Weber, la création d'une œuvre musicale en son honneur.
Nadzia (12 ans) et Pola (5 ans) sont deux rescapées des pogroms de Pologne, et ne font que passer, sans rien comprendre à part les dangers auxquels elles sont exposées.

## Éditions
- 2017 : The Good at Heart (ISBN 978-150-114-757-9)
  - Cet été-là à Blumental, 326 pages,  (ISBN 978-2-7152-4672-0)
  - La buena gente

## Réception
Les recensions sont infimes,,.

## Critique
Une des caractéristiques de la littérature d'enfance et de jeunesse est de pouvoir et devoir simplifier, schématiser, édulcorer. Pour rendre accessible cette période historique (Seconde Guerre mondiale, bombardements de Berlin, refuges dans les caves, pénuries, Allemagne nazie, Shoah...) à des adolescents ou préadolescents, l'auteur a choisi d'affadir un peu les réalités, même si l'action se déroule dans une zone comme protégée, autour d'une petite Rosie, attachée à son ours en peluche, à ses escargots, ses tortues, et aux quatre poules de sa grand-mère. Au moins, Marina s'est très vite rebellée contre le lavage de cerveau imposé dans les écoles de Berlin. Son père Oskar, fidèle au Führer, n'est étrangement ni un fanatique ni un profiteur, et cherche surtout à protéger sa famille, dans une humble maison  d'un petit village, aux marges de l'Empire. Son épouse Edith a appris à se contenir.
Une première approximation tient aux noms des lieux. Le parc de Grosswald, où se fait la rencontre de Marina et de Franz, entre Havel et Wannsee, a pu changer de nom, certes. Le lac de Constance a une dizaine d'îles, dont les célèbres Mainau (surnommée l'île aux fleurs), Reichenau et Lindau, mais aucune île d'Hagentau (p. 130). Il n'existe pas non plus de Blumental ou Blumenthal, ni de Birnau (avec église rococo), à proximité. Pour passer, par route, d'Allemagne en Suisse, actuellement, on ne peut que s'approcher des villes de Brégence (Autriche, est) ou de Stein am Rhein (Suisse, ouest), qui ne sont jamais évoquées. Le repaire d'Hitler n'est pas Füchtesgaden mais Berchtesgaden.
Le Ministère de l'Économie du Reich a connu seulement six ministres entre 1933 et 1945, et aucun des noms ne correspond, et leurs parcours sont bien documentés. Les seuls personnages dont le profil pourrait s'approcher un peu de celui d'Oskar seraient Walther Funk (1890-1960) et surtout Hjalmar Schacht (1877-1970).
Marina refuse de se soumettre à l'obligation d'appartenir aux Sœurs aryennes (p. 136), et son père ne sait pas trop comment l'en dissuader, sauf sans doute de les faire partir à Blumental. Il reste difficile de s'informer par internet sur la réalité de cette obligation, alors que le processus d'aryanisation (à l'époque) est bien établi. Mais dans les années 2010, une Sororité aryenne existe, au moins sur internet.
Les phénomènes de résistance lors de la période existent, mais il conviendrait de trouver des exemples où une partie d'un village s'est trouvée décorée de drapeaux tricolores bleu-blanc-rouge (p. 24), par opportunisme, pour saluer une hypothétique attaque ou avancée française, à travers le territoire suisse, même si dans le récit l'instigateur en est encore l'imprudent ou innocent ou inconscient Oskar. Enfin, les frontières du Reich semblent avoir été historiquement assez sérieusement contrôlées, au moins pour la sécurité...
Le Troisième Reich (1933-1945) a été une appellation du régime nazi, dont Adolf Hitler a été chancelier et président, mais pas empereur (pp. 253-272), comme il l'affirme ici lui-même, comme pour justifier son effet royal (cortège, procession), avec ses huit soldats, et ses douze officiers de protection, dénommés Erleuchtete (au sens d’éclairés ou d’éveillés) au sens d’éveil spirituel (Erleuchtung). Enfin, rien ne paraît confirmer l'appréciation par Hitler des statuettes hopi kachina, dont il offre une à Oskar (p. 24), pour qu'il s'intéresse aux Amérindiens. À moins que ce ne soit une référence indirecte à un de leurs symboles, la svastika.
Enfin, il paraît étrange que la date de la tentative d'assassinat d'Hitler à Blumental corresponde exactement à celle du complot du 20 juillet 1944.
L'ensemble de ces détails rend suspectes les motivations de l'auteur et des divers éditeurs : ballon d'essai parmi d'autres pour des faits alternatifs d'une ère post-vérité, préparation d'une série télévisée américaine soft, moins proche de la mini-série Heimat de Edgar Reitz que de Die Fallers – Eine Schwarzwaldfamilie (de), ou même de Heidi (roman ou série télévisée ou dessinée). 
Une telle désinvolture surprend de la part d'une avocate et auteure qui entend rendre hommage à un arrière-grand-père, qui ne saurait être que l'Oskar disparu, puisqu'elle doit être la fille de Lara ou de Rosie, et qui s'autorise à brouiller inopportunément les repères.